# Air Guyane Express
Air Guyane — авиакомпания, базирующаяся во Французской Гвиане. Авиакомпания выполняет региональные рейсы. В 2006 авиакомпания перевезла 197 395 пассажиров.

## Флот
| Самолет            | Количество |
| Let L-410 Turbolet | 4          |

## Направления
- Саюль
- Марипасула
- Гран-Санти
- Сен-Лоран-дю-Марони

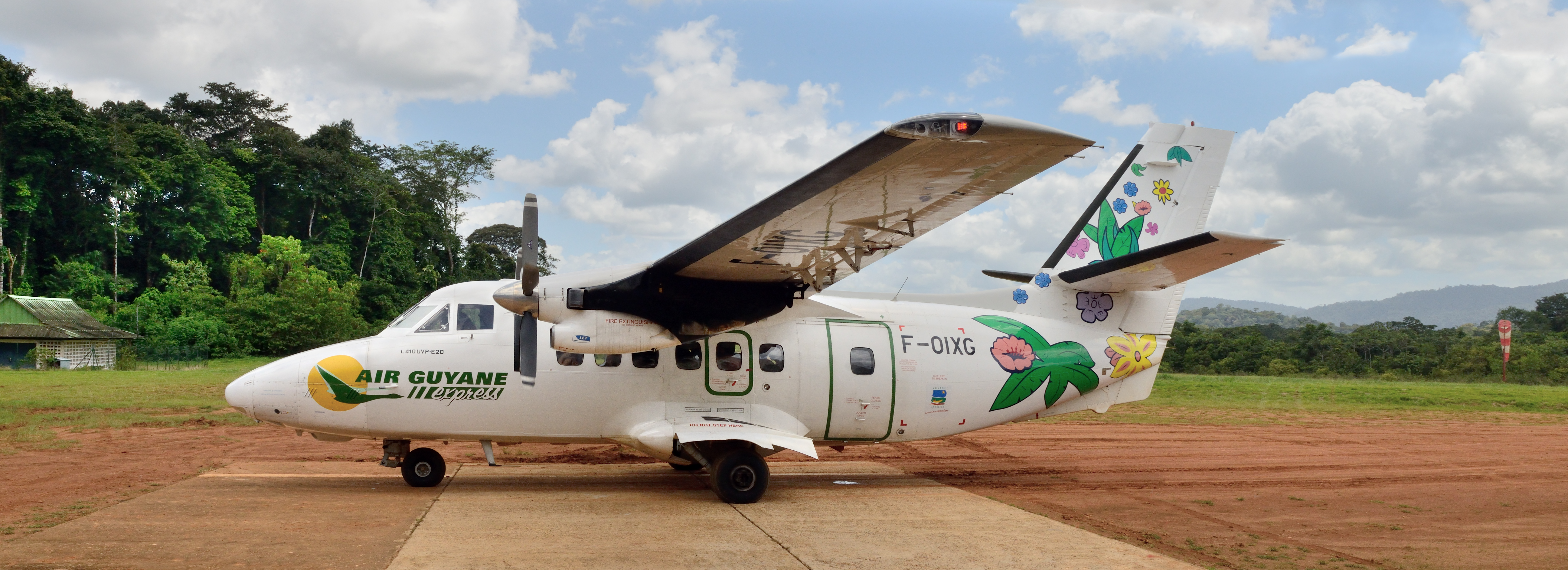
Самолёт авиакомпании Air Guyane в аэропорту Саюль (апрель 2013 года)

- Пуэнт-а-Питр (совместно с Air France)
- Фор-де-Франс (совместно с Air France)